# Alvis Speed 20
La Alvis Speed 20 è un'autovettura prodotta dalla casa automobilistica britannica Alvis dal 1932 al 1936 in 1.165 esemplari. Ne vennero realizzate quattro serie: la SA, la SB, la SC e la SD.

## Le serie prodotte

### Speed 20 SA
La prima serie prodotta della Speed 20 fu la SA. La vettura montava un motore in linea a sei cilindri con distribuzione a valvole in testa, che era una versione pesantemente modificata del propulsore utilizzato sulla Silver Eagle. Il motore della Speed 20 SA aveva una cilindrata di 2.511 cm³ (alesaggio × corsa = 73 mm × 100 mm) e produceva una potenza di 87 CV (64 kW) a 4.000 gir./min. Questo propulsore era fornito di tre carburatori SU. Il telaio era ribassato ed aveva una concezione completamente nuova. I suoi longheroni si estendevano sia sull'asse anteriore che su quello posteriore. La Speed 20 aveva un sistema di lubrificazione centrale che portava l'olio in una rete di tubazioni che raggiungeva anche tutte le parti mobili del telaio. 
L'avantreno e il retrotreno ad assali rigidi erano sostenuti da sospensioni a molle a balestra semiellittica longitudinale. Il passo era di 3.124 mm, mentre la carreggiata di 1.422 mm. I freni a tamburo azionati meccanicamente su tutte e quattro le ruote avevano un diametro di 356 mm. Il cambio manuale a quattro marce era installato in blocco con il motore.
La Speed 20 SA venne realizzata in versione berlina, cabriolet e turismo. Le carrozzerie delle berline erano realizzate dalla Charlesworth Motor Bodies e dalla Mayfair Carriage, mentre le carrozzerie delle turismo da Cross and Ellis. Alcuni telai furono consegnati senza carrozzeria: il cliente portava il modello da carrozzieri esterni, ad esempio da Vanden Plas, che le trasformavano in cabriolet. La velocità massima della Speed 20 era di 142,6 km/h.
In totale dal 1932 al 1933 vennero costruite circa 400 Speed 20 SA.

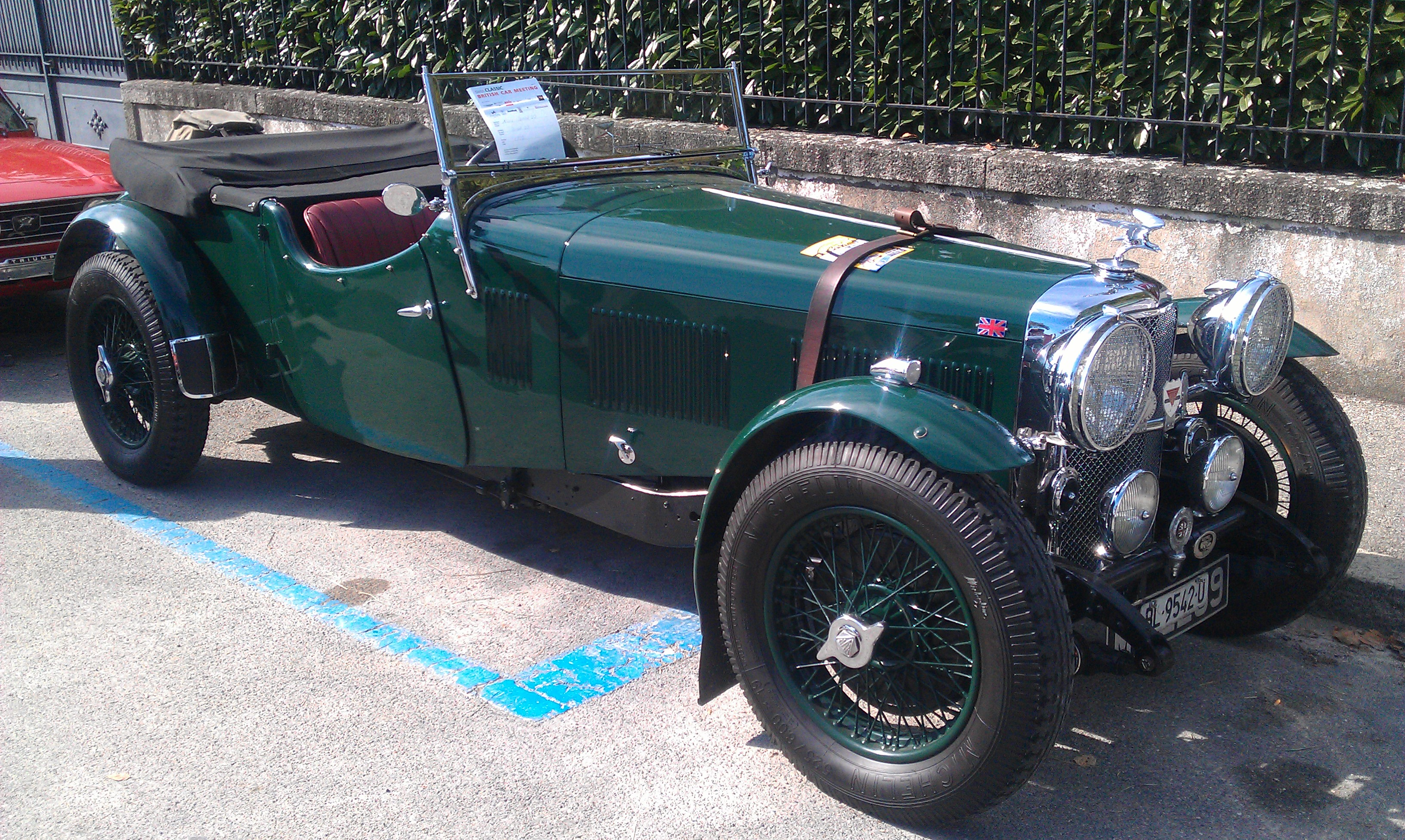
Alvis Speed 20 SA turismo del 1932
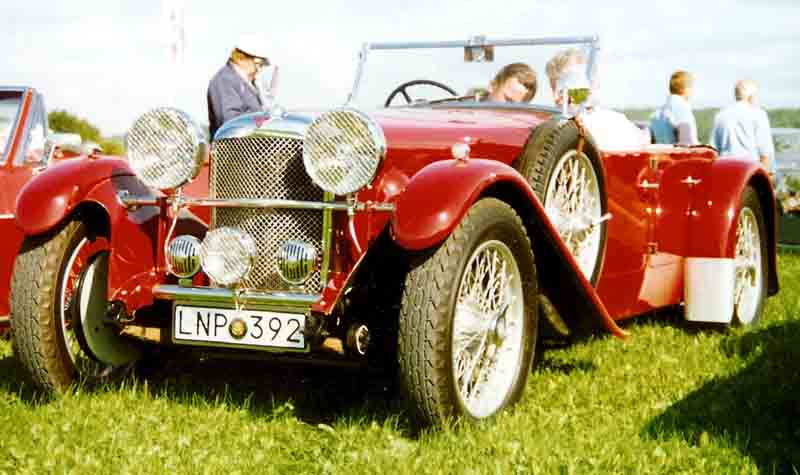
Alvis Speed 20 SA turismo del 1932
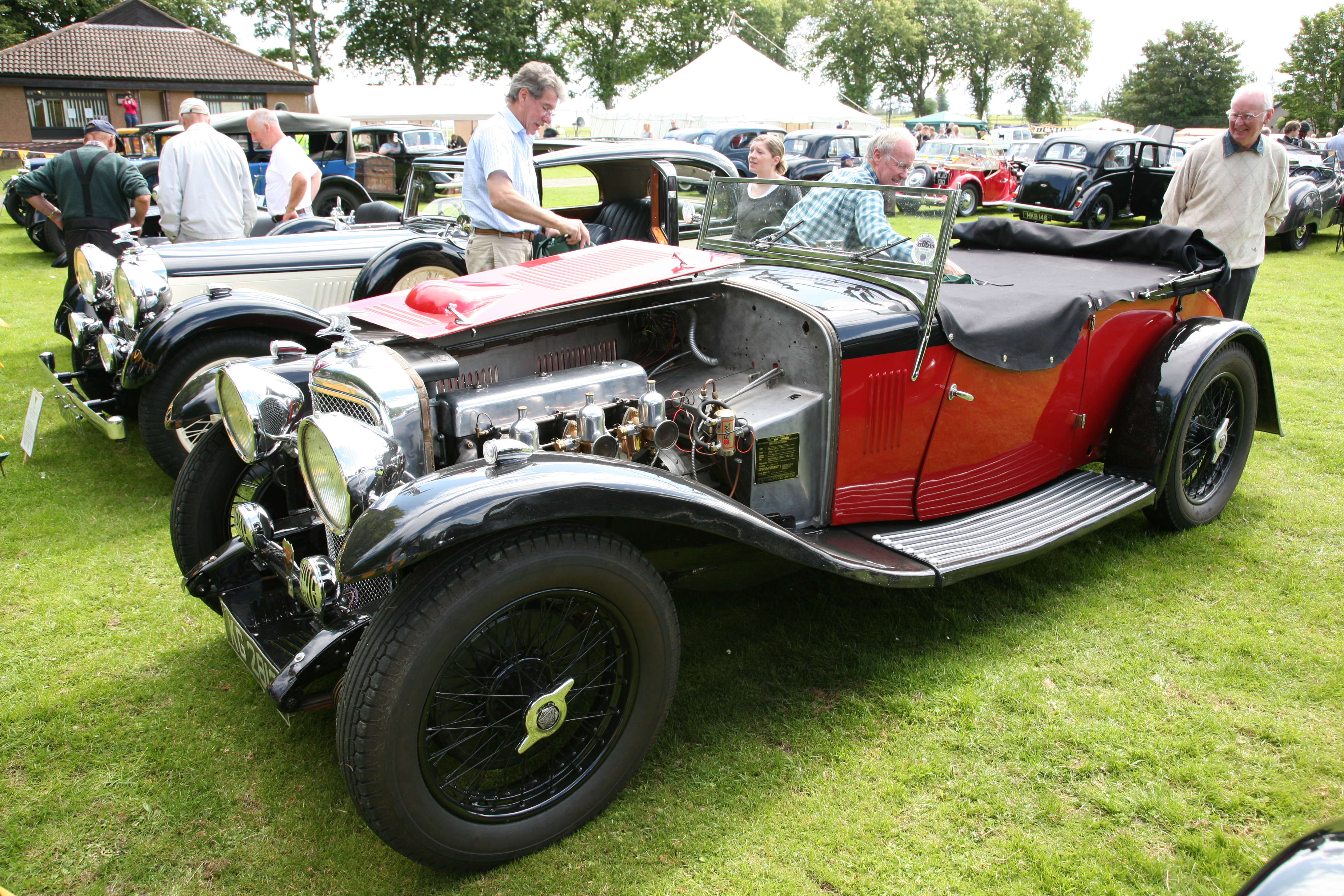
Alvis Speed 20 SA turismo del 1933
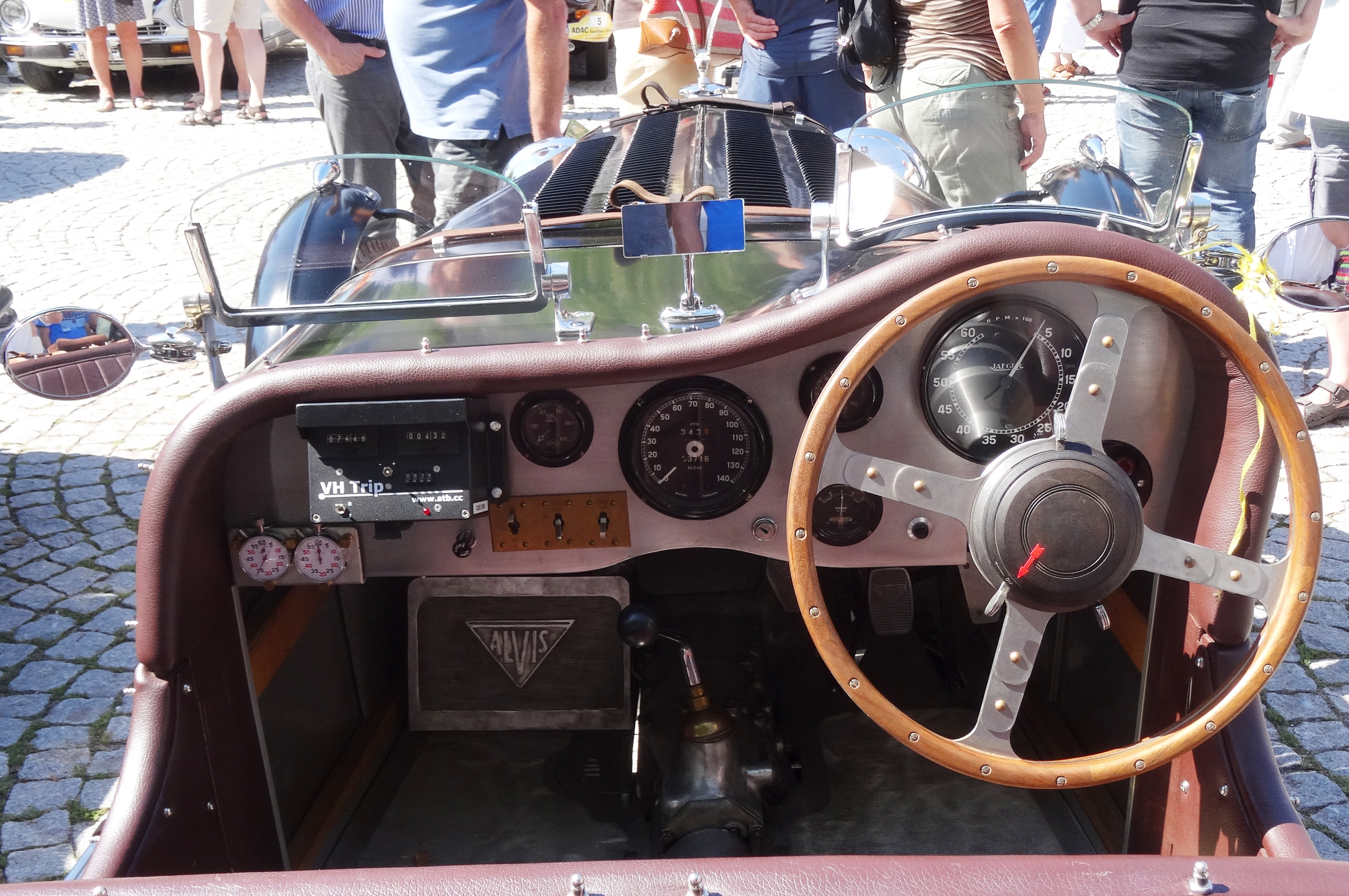
Il cruscotto di una Alvis Speed 20 SA turismo

### Speed 20 SB
La Speed 20 SB fu presentata al salone dell'automobile di Londra nel 1933. Aveva un nuovo telaio: con lo stesso passo, carreggiata e larghezza del suo predecessore, esso era però notevolmente più lungo (4.572 mm). Nell'avantreno, il modello aveva sospensioni indipendenti con molla a balestra semiellittica trasversale. Il motore, rispetto a quello della SA, rimase invariato, mentre il cambio fu sincronizzato nella marcia più bassa e installato separatamente dal motore. I grandi fari Lucas P100, aventi un diametro di 305 mm, fornivano alla vettura un aspetto sportivo.

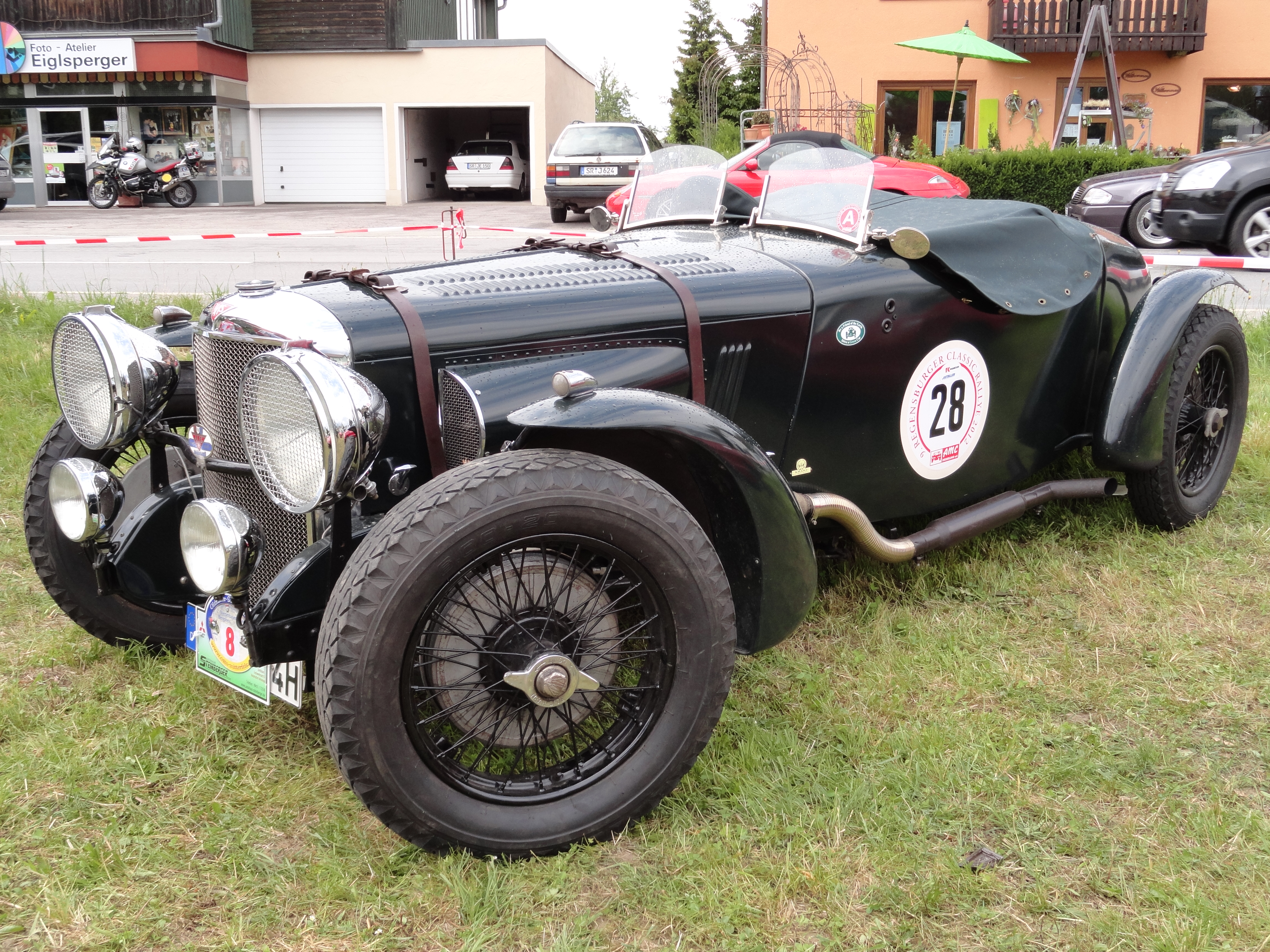
Alvis Speed 20 SB turismo del 1934
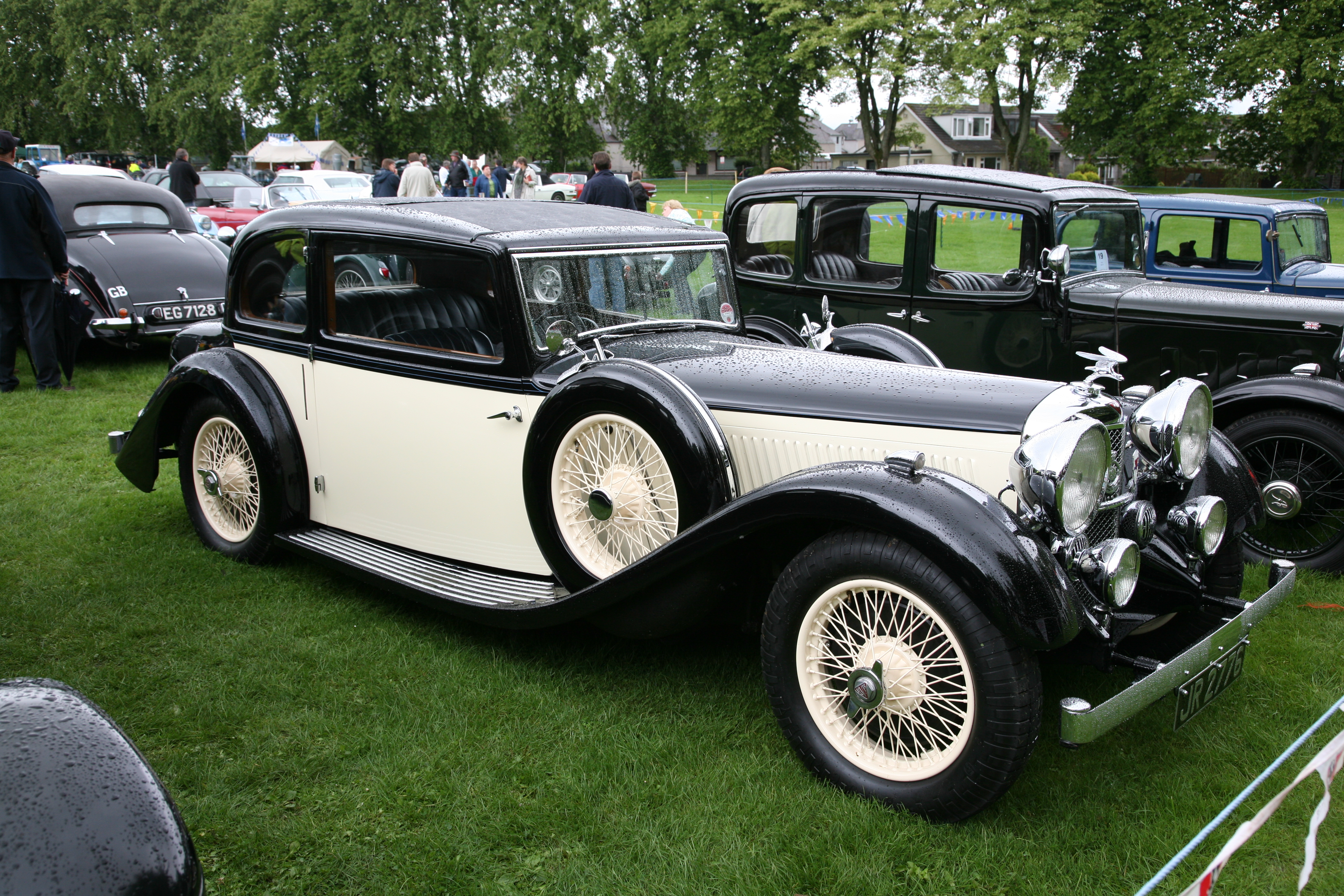
Alvis Speed 20 SB berlina del 1934

### Speed 20 SC
La Speed 20 SC fu presentata nel 1935. Aveva un motore con cilindrata aumentata a 2.762 cm³. La corsa del pistone era aumentata a 110 mm. La potenza del motore rimase la stessa, ma ora era calcolata a 4.380 giri/min. Lo sterzo fu modificato nell'ottica di migliorare lo smorzamento delle ruote anteriori. L'alimentazione era assicurata da due pompe elettriche. Il telaio, che ora aveva un passo più lungo di 3.150 mm, fu rinforzato, nella parte posteriore, da montanti laterali posizionati sopra e sotto l'assale posteriore.

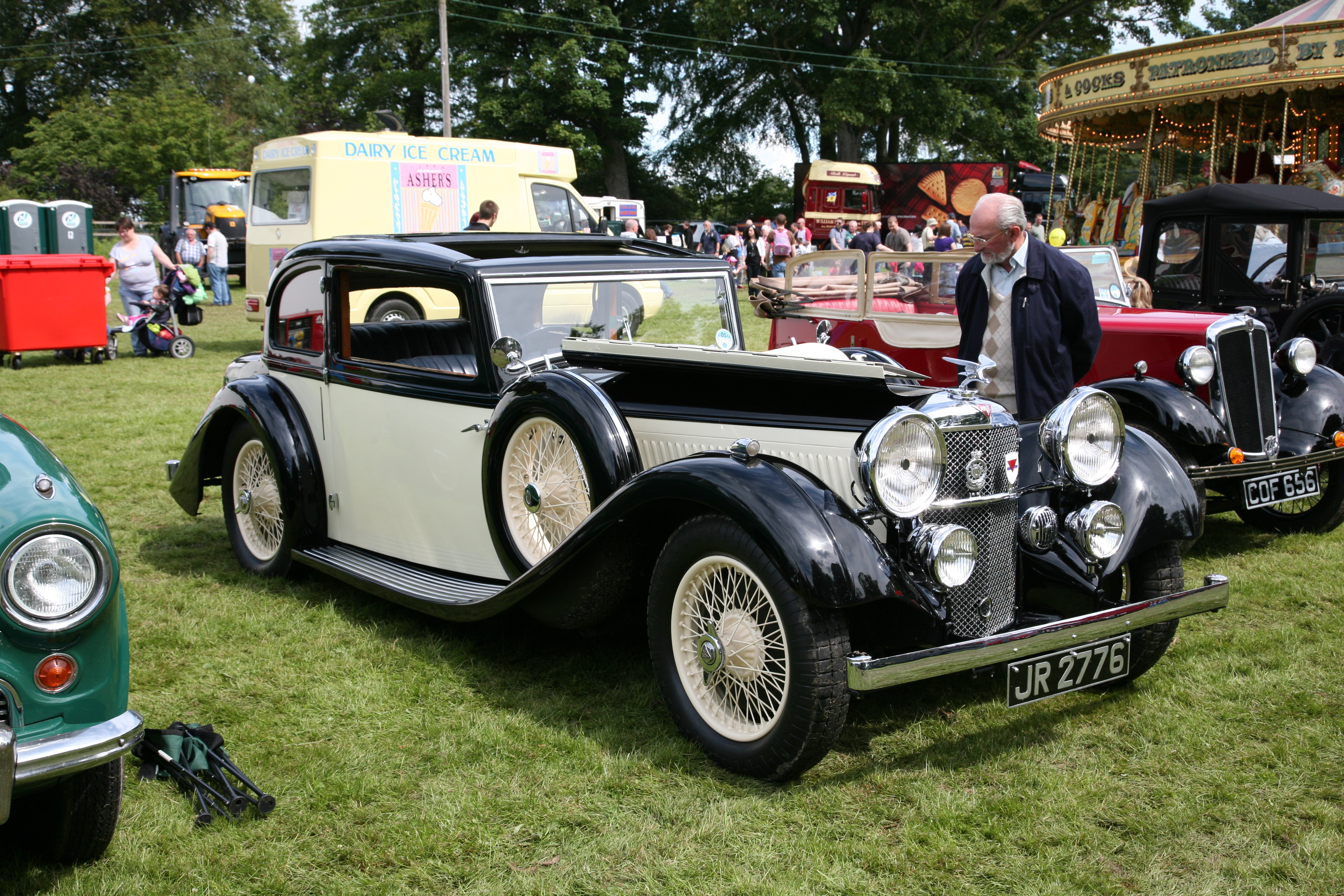
Alvis Speed 20 SC coupé del 1934
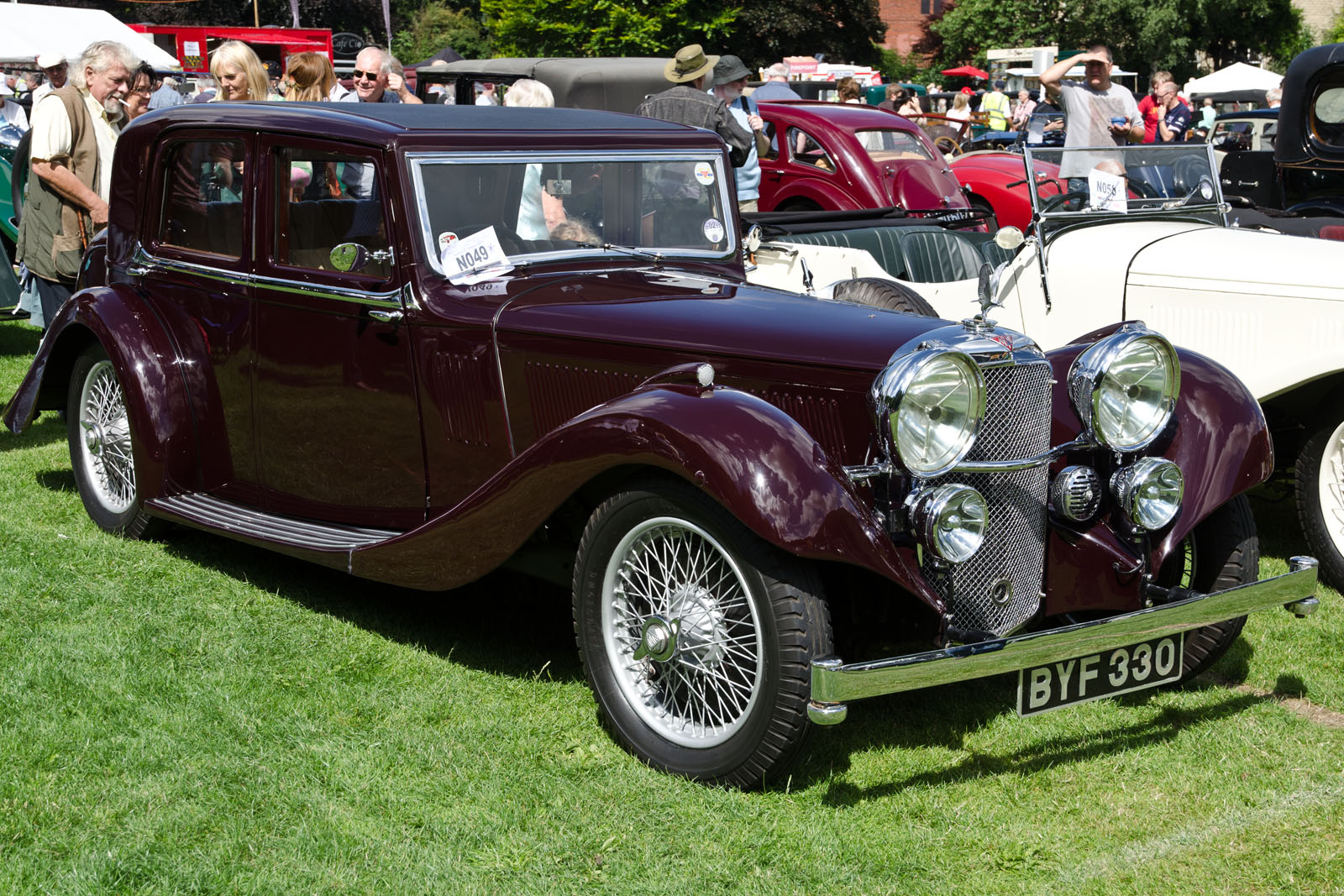
Alvis Speed 20 SC berlina del 1935
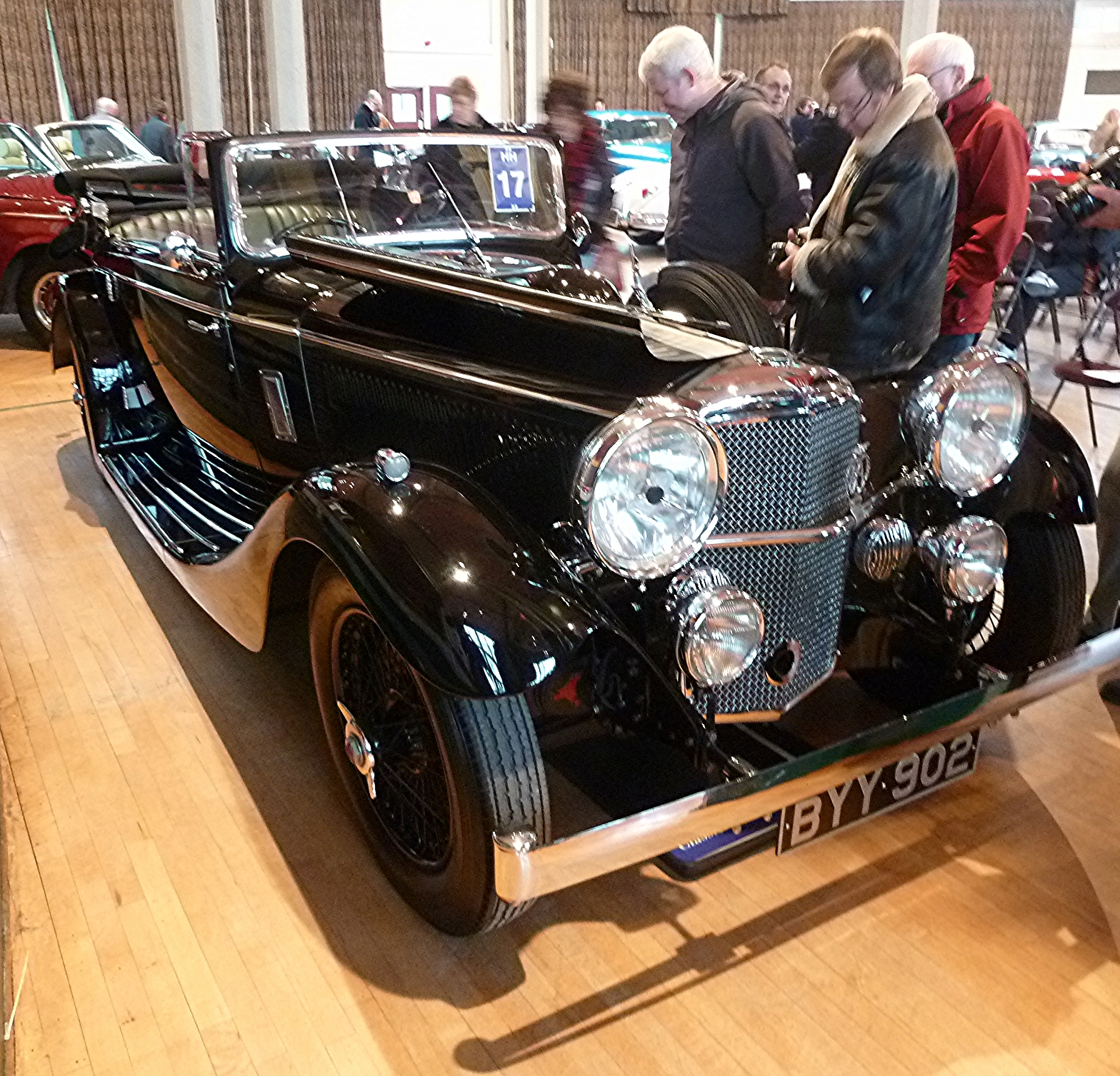
Alvis Speed 20 SC cabriolet del 1935

### Speed 20 SD
La Speed 20 SD, che fu prodotta dal 1935 al 1936, era molto simile alla SC, ma aveva i serbatoi della benzina più grandi. Su richiesta era disponibile anche un telaio con passo di 3.302 mm.

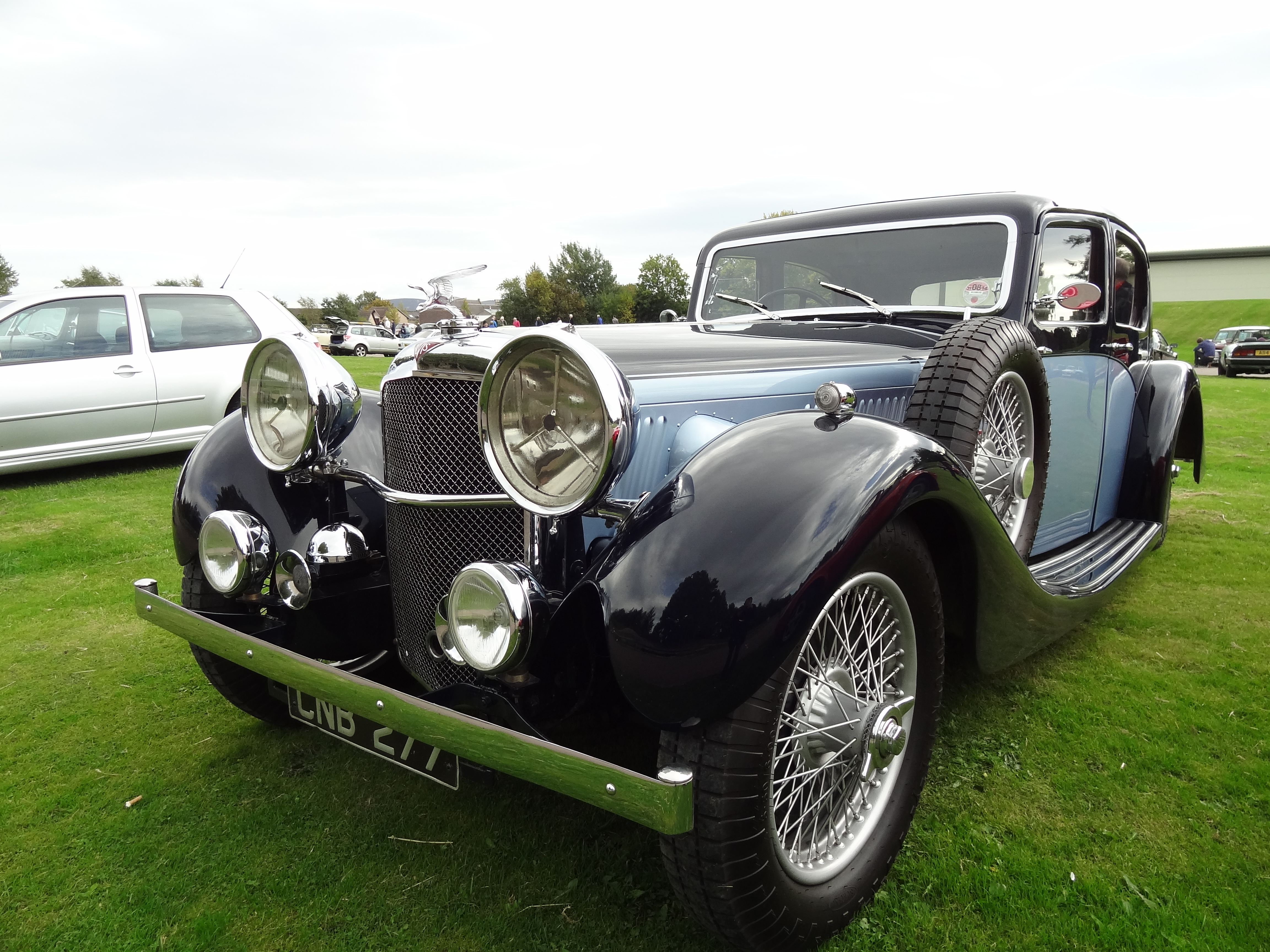
Alvis Speed 20 SD berlina del 1936
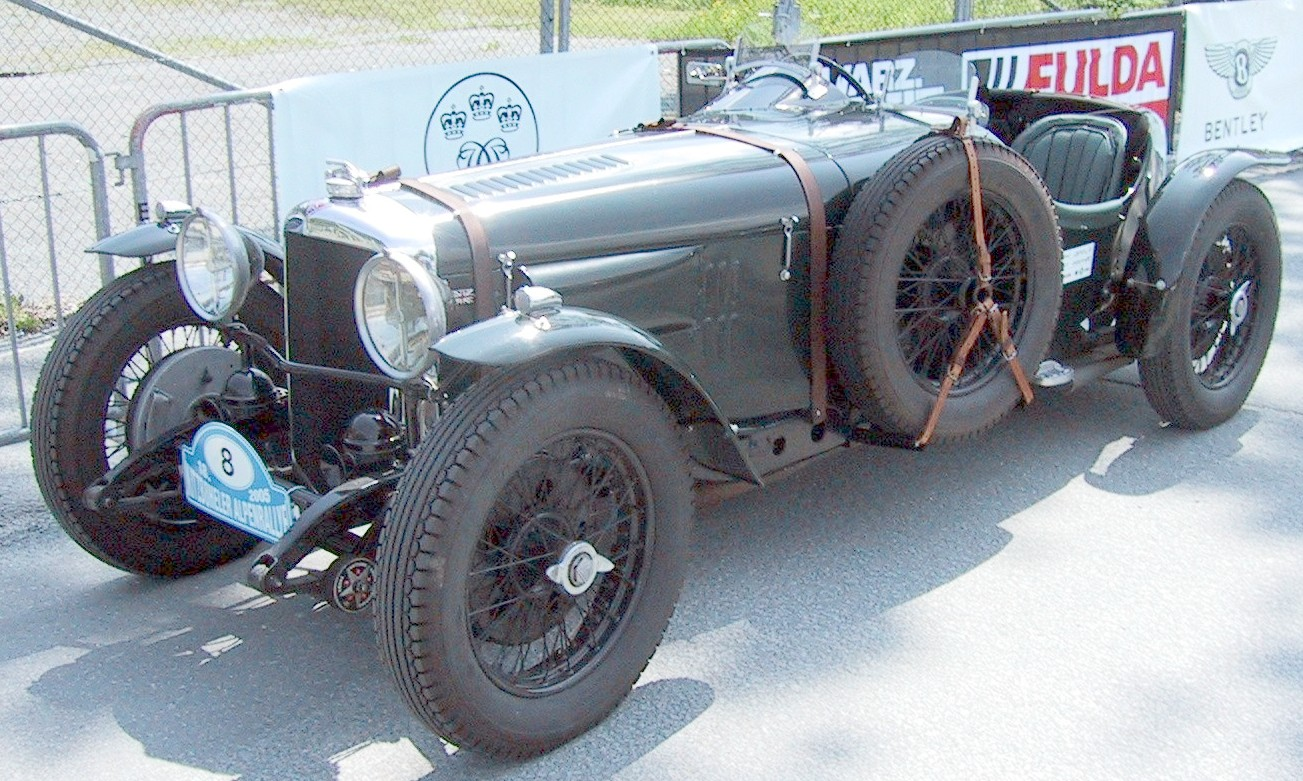
Alvis Speed 20 SD cabriolet del 1936
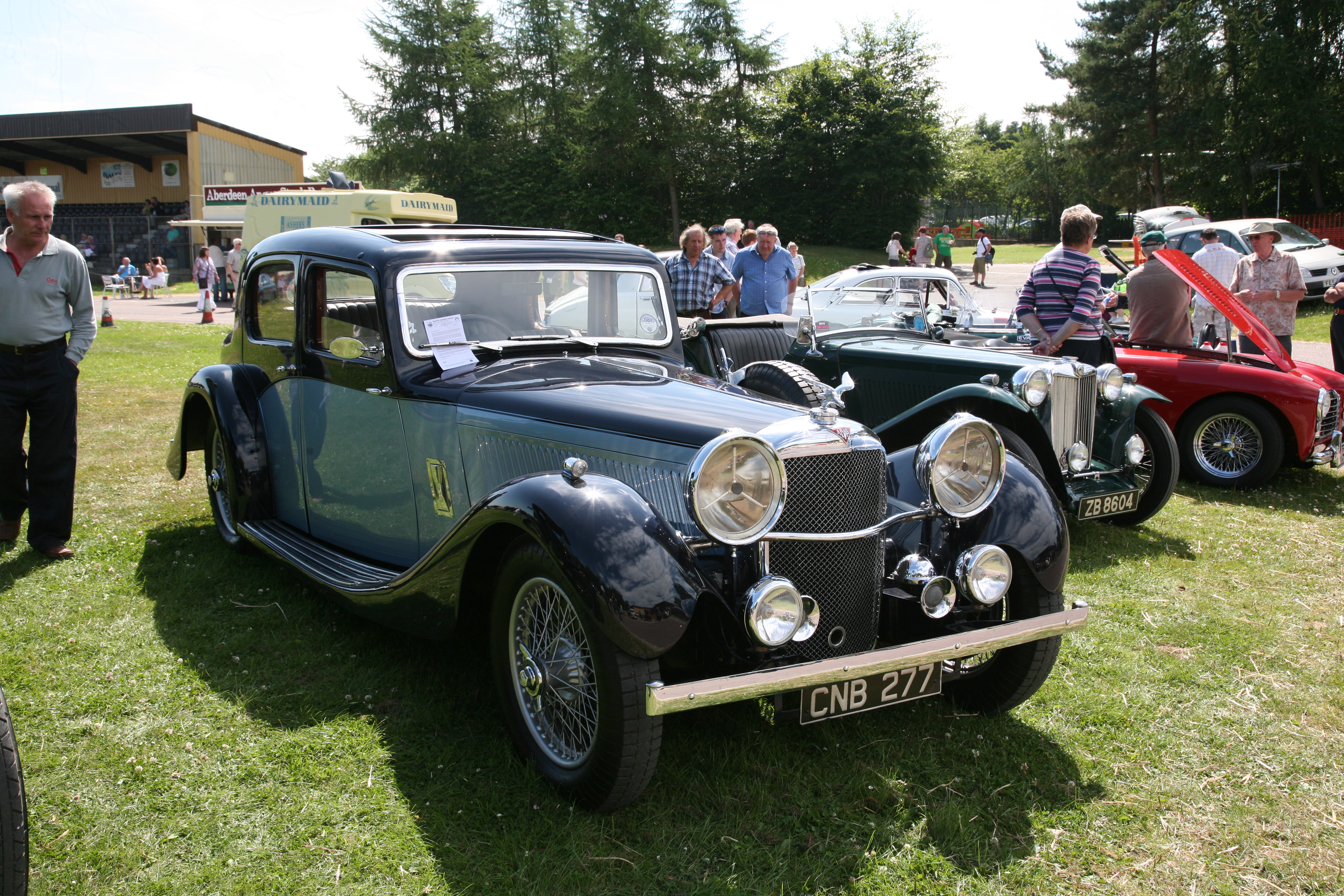
Alvis Speed 20 SD berlina del 1936